# Siharjulu
Siharjulu is een bestuurslaag in het regentschap Humbang Hasundutan van de provincie Noord-Sumatra, Indonesië. Siharjulu telt 1555 inwoners (volkstelling 2010).